# Narodnaja Wolja

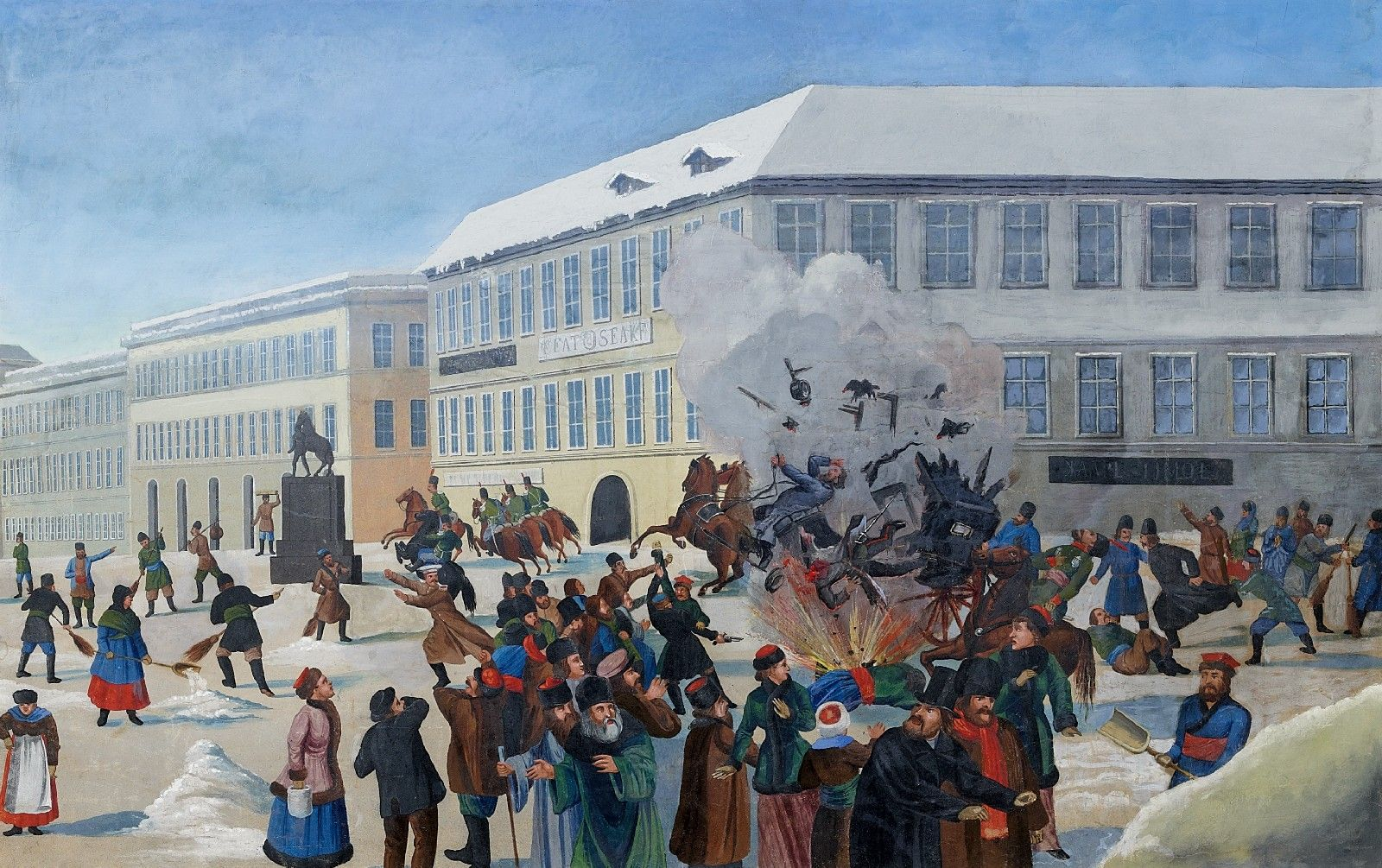
Das Attentat auf den Kaiser Alexander II. (Gouache, Russland, 19. Jh.)

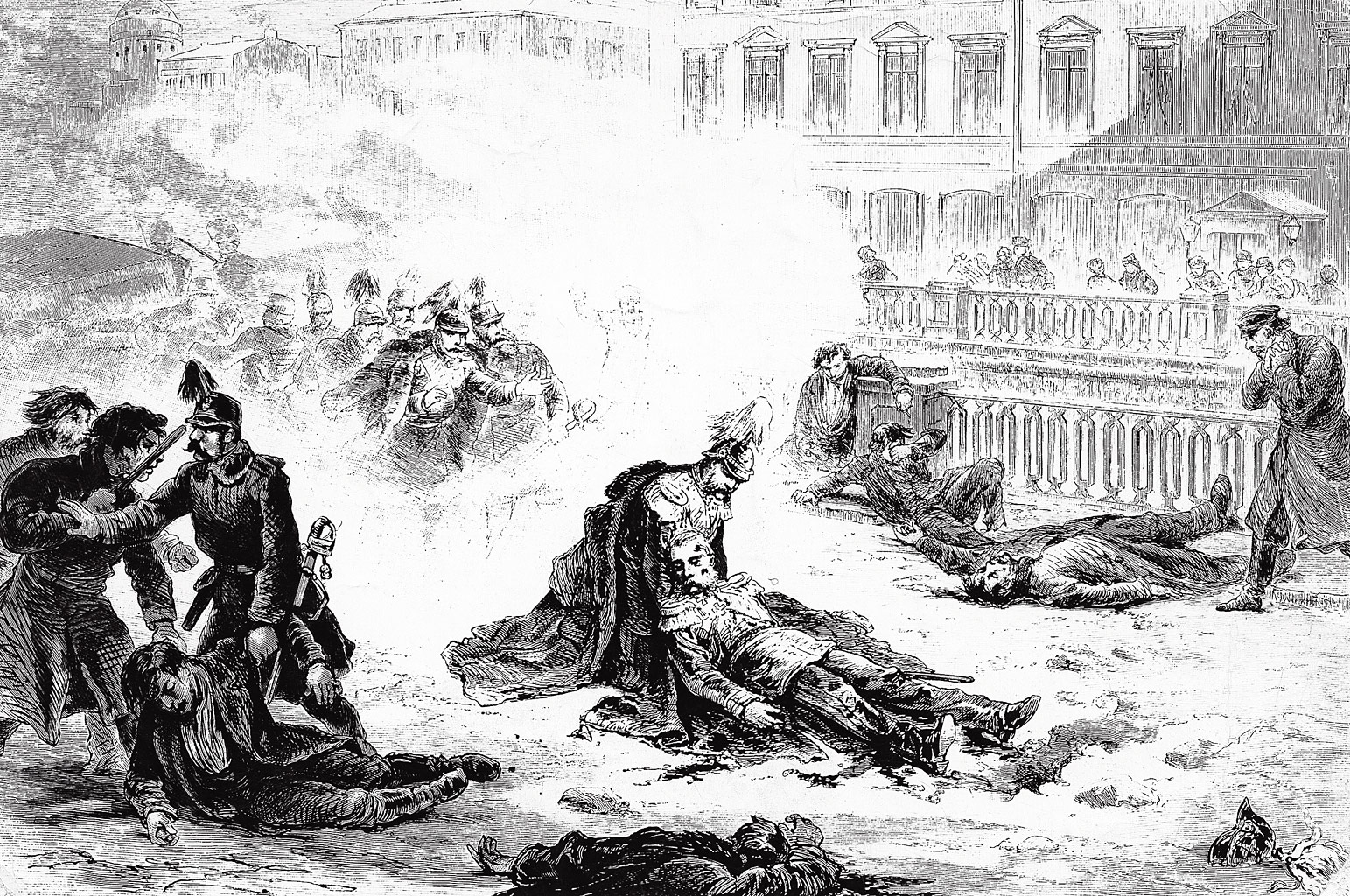
Die Ermordung Alexanders II. von Russland, 1881

Narodnaja Wolja (russisch Народная воля für Volkswille und zugleich Volksfreiheit) war eine sozialrevolutionäre Geheimgesellschaft im Russischen Kaiserreich, die 1881 die Ermordung von Zar Alexander II. organisierte.
Narodnaja Wolja war aus der Spaltung der Bewegung Land und Wille (bzw. Land und Freiheit; russisch Semlja i wolja) 1879 hervorgegangen, die die Revolution ins Volk tragen wollte („Volkstümler“). Die Ziele der Organisation waren der Sturz des Zaren, freie und allgemeine Wahlen, Volksvertreter und Meinungs-, Presse- und Gewissensfreiheit und eine Verfassung. Sie war verantwortlich für das Sprengstoffattentat am 13. März 1881, dem Zar Alexander II. in Sankt Petersburg am Gribojedow-Kanal erlag, dem Ort der späteren Auferstehungskirche (siehe auch Perwomartowzy).
Durch einen Informanten im Exekutivkomitee der Organisation, Sergei Degajew, der von dem Petersburger Inspektor Georgi Sudeikin angeworben worden war, gelang es der Ochrana, Druckereien und Bombenlabors sowie die gesamte Organisation zu zerschlagen. Viele der Mitglieder wurden hingerichtet, verbannt oder starben während langjähriger Festungshaft. 
Mitglieder waren u. a. Stepan Chalturin, Wera Figner, Michail Frolenko, Nikolai Jung, Nikolai Kibaltschitsch, Sofja Perowskaja, Józef Piłsudski, Alexander Solowjow, Aaron Sundelewitsch, Arkadi Tyrkow, Alexander Uljanow und Ljudmila Wolkenstein.

Der sowjetische Schriftsteller Juri Trifonow verarbeitete die Geschichte der Narodowolzen nach Archivstudien in dem 1973 erschienenen historischen Roman Ungeduld (Нетерпение).